# Jesensko listje
Jesensko listje (COBISS) je pesniška zbirka Uroša Zupana, izšla je leta 2006 pri Literarno-umetniškem društvu Literatura. 

## Vsebina
Zbirka je na vseh ravneh prežeta z življenjem. Vsebuje predvsem nežno poezijo čutnih doživetij, spomina, minljivosti in novega življenja. Izpričuje večni krog življenja, ki ga nakaže že naslov. Jesensko listje odpada, da zraste novo, to pa nas spominja na vse preteklo in nas bodri za prihodnje. Iz minulega bo vzklilo bodoče. Avtor se osredotoča na sedanjost, a je spomin na preteklost svež in opis dogodkov podroben. 